# Capitan Kentucky
Capitan Kentucky (Captain Kentucky) era una striscia a fumetti settimanale scritta e disegnata dal fumettista Don Rosa sull'edizione del sabato del quotidiano locale Louisville Times. Ne furono pubblicati 150 episodi dal 6 ottobre 1979 al 15 agosto 1982.
La striscia era un sequel del precedente The Pertwillaby Papers, il cui protagonista era Lance Pertwillaby, alter ego dell'autore. Dopo aver iniziato a lavorare come giornalista a Louisville (Kentucky), la città natale dell'autore, durante un'inchiesta nelle fogne, Pertwillaby scopre che bevendo dei rifiuti tossici può ottenere temporaneamente dei superpoteri. Così ne salva un fusto e ne porta con sé una fiala, per ogni evenienza.
La striscia spesso si occupava di eventi reali o di celebrità locali di Louisville e del Kentucky, in camei o anche come comprimari in alcune avventure.
Una peculiarità era rappresentata dai commenti e dagli annunci che Don Rosa scriveva spesso nello spazio bianco tra le vignette.
Nel fumetto era presente anche Basset, il segugio del protagonista, dello stesso nome e della stessa razza dell'animale domestico dell'autore.

## Edizioni italiane
- Capitan Kentucky numero 1, Andamar Press, 2006.